# Fishing Naked
Fishing Naked è un film del 2015 diretto da Pete Coggan.

## Trama
In una comunità montana, i due amici David e Rodney si divertono a spaventare i turisti facendo loro credere che nella zona viva il Bigfoot. Dopo aver stretto amicizia con Amy e Jen, due ragazze hippie che vivono nel bosco, i due scoprono che con i loro scherzi hanno inavvertitamente attirato l'attenzione sulla loro comunità rurale e questo ha messo in pericolo una curiosa creatura aliena che vive nei boschi. Per aiutare la creatura i quattro amici saranno costretti ad inscenare la più grande burla mai realizzata prima.